# Lőrinc pap tér
A Lőrinc pap tér (korábban: "Scitovszky tér") a VIII. kerületben található Budapesten.

## Története
A tér 1900-ban kapta nevét Scitovszky bíboros, hercegprímás, esztergomi érsekről. Politikai okok miatt 1951-ben nevezték át Lőrinc pap térre; nagybotú Mészáros Lőrinc (1466–1514) római katolikus pap, a Dózsa György-féle parasztfelkelés résztvevője, egyik vezetője volt. A téren álló jezsuita templom gróf Zichy Nándor országgyűlési képviselő támogatását élvezte. A magyarországi jezsuiták központi temploma azon kevés szakrális épület közé tartozik, amely a hívek szorgalmazására és nagyrészt közadakozásból épült fel. A gyűjtés a jézustársasági atyákat a 19. század végén a fővárosba hívó gróf radványi Győry Teréz (1842–1936) kisasszony, és gróf Zichy Nándor szorgalmazására indult meg. A templommal egybeépült rendház 1888-1890 között elkészült, de az építkezés befejezése anyagi nehézségek miatt elhúzódott. A templomot végül 1909. április 27-én szentelték fel, és az ugyanabban az évben függetlenné vált magyar jezsuita tartomány központja lett.
A Zichy család 1930-ban szobrot állíttatott Zichy Nándornak (1829–1911) az akkori Scitovszky téren; a művet 1949-ben Sülysápra vitték, a “politikailag kifogásolható” művek közé, de 1993-ban visszakerült eredeti helyére.

### A Zichy palota (Lőrinc pap tér 2.)
Zichy Nándor gróf és felesége, gróf Zichy Lívia (1840–1913) palotája a Lőrinc pap tér 2. szám alatt 1899-ben készült el, Havel Lipót építőmester kivitelezésében. Az eklektikus stílusú épület magán hordozza a gazdagság jegyeit. Zichy Nándorné Zichy Lívia grófnő a jótékonyságáról és nemeslelkűségéről ismert királyi palotahölgy volt. Az udvarról kocsiszínek nyíltak a Krúdy utcai oldalon, az udvari oldalon istálló volt felette szénapadlással. Zichy Nándor gróf és Zichy Lívia grófnő halála után gyermekük, gróf Zichy Aladár (1864–1937) legitimista politikus, miniszter örökölte meg a Zichy-palotát. A második emeleti lakást később Károlyi Emma grófnő birtokolta, aki 1935-ben galériaszintet építtetett az udvari loggiára nyílóan, Abos Brúnó építész terve szerint. A Zichy-palota 2009 óta négycsillagos szállodaként üzemel.

### A Darányi-palota (Lőrinc pap tér 3.)
Az "asztalnok háza" a Lőrinc pap tér 3. szám alatt található, eklektikus stílusú sarokház. Eredetileg tulajdonosa, a jómódú nagypolgár Liebner József (1818–1890), földbirtokos volt. 1893. július 3-án adták ki rá az építési engedélyt; építtetőként özvegy Liebner Józsefné Hoh Alojzia (1813–1898), építőmesterként Staerk Sándort megnevezve. A bérház kapuja fölött látható L. J. monogram, amely a tulajdonosára utal. Fiúgyermekük kakucsi Liebner József (1850–1925), nagybirtokos, örökölte a bérházat. 1896. december 19-én I. Ferenc József magyar király nemességet, majd 1897. július 9-én a nemesi "kakucsi" előnevet adományozta ifjabb Liebner Józsefnek. Az asztalnok háza neve azért van, mert ifjabb Liebner József a "császári és királyi asztalnoki" címet viselte. A Darányi-palotaként is ismert ház az 1933-tól ott lakó Darányi István (1865–1934), részvénytársasági vezérigazgató, befolyásos italkereskedőről kapta a nevét (a Deutsch István Károly név alatt született); neje Darányi Istvánné Fejérváry Melitta, Fejérváry Frigyes (1847–1910) honvédszázados hadbíró, és Friedrich Laura lánya. 1928. novemberében özvegy ifjabb kakucsi Liebner Józsefné Rosenfeld Gizella 220 000 pengőért eladta a Scitovszky tér 3. számú bérházat Darányi Istvánnak; 1929. október 7-én építési átalakításra kapott engedélyt Darányi István.
- A Zichy palota (Lőrinc pap tér 2. szám)
- gróf Zichy Nándor országgyűlési képviselő szobra a téren
- Jézus Szíve templom (Mária utca 25. szám)
- Lőrinc pap tér (légi fotó)